# Jacques Lepaffe
Jacques Lepaffe (Ukkel, 6 december 1923 - Brussel, 8 juni 2010) was een Belgisch senator en burgemeester.

## Levensloop
Lepaffe promoveerde tot doctor in de rechten aan de ULB en vestigde zich als advocaat in Brussel. Samen met zijn broers was hij auteur van verschillende juridische naslagwerken.
Lid geworden van het FDF, was hij voor die partij van 1971 tot 1976 burgemeester van Vorst. Van 1975 tot 1977 was hij voorzitter van de Brusselse Raad, de voorloper van de Brusselse Hoofdstedelijke Raad.
Van 1971 tot 1987 zetelde Lepaffe in de Belgische Senaat: van 1971 tot 1985 als rechtstreeks gekozen senator voor het arrondissement Brussel en van 1985 tot 1987 als provinciaal senator voor Brabant. Hij was zodoende ook lid van de Cultuurraad voor de Franse Cultuurgemeenschap en opvolger de Franse Gemeenschapsraad.
Binnen het FDF was hij van 1978 tot 1983 ondervoorzitter van de partij en van 1982 tot 1985 voorzitter van het Centre d'études Jacques Georgin, de studiedienst van de partij.